# Gare de Penhoët
Gare de Penhoët vasútállomás Franciaországban, Saint-Nazaire településen.

## Vasútvonalak
Az állomást az alábbi vasútvonalak érintik:
- Tours–Saint-Nazaire-vasútvonal

## Kapcsolódó állomások
A vasútállomáshoz az alábbi állomások vannak a legközelebb:
- Gare de La Croix-de-Méan (Gare de Tours, Tours–Saint-Nazaire-vasútvonal)
- Gare de Saint-Nazaire (Gare de Saint-Nazaire, Tours–Saint-Nazaire-vasútvonal)